# أرتيم فيديتسكي
أرتيم فيديتسكي (بالأوكرانية: Федецький Артем Андрійович)‏ (بالأوكرانية: Артем Андрійович Федецький)‏ (ولد في 26 أبريل 1985) هو لاعب كرة القدم، من أوكرانيا، شارك في بطولة أمم أوروبا 2016، يلعب كمُدَافِع.

## الدولي

### الأهداف الدولية
| رقم | التاريخ       | الملعب                                          | الخصم        | الهدف | النتيجة | المسابقة               |
| --- | ------------- | ----------------------------------------------- | ------------ | ----- | ------- | ---------------------- |
| 1.  | 7 يونيو 2013  | ملعب مدينة بودغوريتسا، بودغوريتسا، الجبل الأسود | الجبل الأسود | 3–0   | 4–0     | تصفيات كأس العالم 2014 |
| 2.  | 6 سبتمبر 2013 | أرينا لفيف، لفيف، أوكرانيا                      | سان مارينو   | 8–0   | 9–0     | تصفيات كأس العالم 2014 |

## روابط خارجية
- أرتيم فيديتسكي على موقع الاتحاد الأوربي (الإنجليزية)
- أرتيم فيديتسكي على موقع اتحاد أوكرانيا (الإنجليزية)
- أرتيم فيديتسكي على موقع قاعدة بيانات كرة القدم.إي يو (الإنجليزية)
- أرتيم فيديتسكي على موقع ناشيونال فوتبول تيمز (الإنجليزية)
- أرتيم فيديتسكي على موقع Soccerway.com (الإنجليزية)
- أرتيم فيديتسكي على موقع عالم كرة القدم.نت (الإنجليزية)
- أرتيم فيديتسكي على موقع AS.com (الإسبانية)